# Groot Leerust
Groot Leerust te Warmond is een historische buitenplaats, die sinds 1970 geldt als rijksmonument. Leerust dateert van het begin van de 18e eeuw en wordt particulier bewoond. De van de woning afgescheiden achtertuin staat bekend als Park Groot Leerust, welke gelegen is aan de Leede en vrij toegankelijk.

## Leerust
De Engelsman Benjamin Breadly liet in 1717 de buitenplaats ‘Leerust’ aanleggen op de plaats van een eerdere boerderij. Het voorhuis werd in 1844 aangebouwd.
Van 1731 tot 1756 was Jan Rademaker eigenaar van Leerust. Diens zoon Pieter Rademaker kocht in 1753 ‘Leevliet’, dat rond 1970 werd afgebroken (tegenwoordig Jan Steenlaan 13, Warmond).
Tussen 1850 en 1930 deed Leerust dienst als de woning van de burgemeesters van Warmond.
De Gemeente Warmond kocht de buitenplaats “Groot Leerust” per 1 juli 1947 aan voor fl. 50.000.
In het begin van de jaren vijftig verkocht de gemeente een perceel ter grootte van 1.240 m², waarop een woning verrees (Burgemeester Ketelaarstraat 1a), terwijl de overtuin van ruim 7.600 m² tezelfdertijd eveneens werd bebouwd (Burgemeester Ketelaarstraat 2). De bebouwing van de overtuin heeft Leerust het uitzicht op buitenplaats Oostergeest ontnomen.
Het huis werd nadien enige tijd bewoond door de kunstschilder Pieter Geraedts (1911-1978). In 1982 verkocht de gemeente het oude huis met een onderliggend perceel van 1.955 m², maar behield het park (zie hierna). Het huis raakte zo al-met-al negentig procent van het voormalige landgoed, ooit 19.000 m² groot (incl. overtuin), kwijt.

#### Scheepswerf ‘De Leede’
Aan de overkant van Leerust aan de Leede, in de Zwanburgerpolder, bevond zich reeds vanaf het midden van de 17e eeuw een scheepmakerij. Deze stond in het begin van de 20e eeuw bekend als Scheepswerf ‘De Leede’ en werd uitgebaat in samenhang met de op Dorpsstraat 99 gelegen Stoom-timmerfabriek ‘Fiducia’. De jachtwerf brandde op 23 maart 1981 geheel af.

## Park Groot Leerust
Op 30 september 1953 besloot de gemeenteraad van Warmond de tuin van Groot Leerust om te zetten tot een park met behoud van het koepeltje, dat “een toevluchtsoord voor de ouderen [zal] zijn, waar de jeugd de toegang wordt ontzegd.”
Sinds 1975 is Park Groot Leerust eindpunt van de Strontrace, die vertrekt vanuit Friesland. Park Groot Leerust is sinds het begin van de jaren zeventig voorts begin- en eindpunt van de Turfrace naar Vinkeveen.
De omvang van het park bedraagt, na de verkoop van het oude huis in 1982 (zie hiervoor), bijna 8.300 m².
- Rijksmonument: 38298